# Javor cukrový
Javor cukrový (Acer saccharum) někdy též javor cukrodárný, je listnatý opadavý strom z čeledi mýdelníkovité. V zemích svého původu je to nejvyšší z javorů, dorůstá do výšky 30–37 m. V mládí je jeho růst poměrně pomalý, poté rychlý.

## Popis
Kmen je štíhlý, obsahující cukernatou šťávu.
Borka je hnědá, úzce trhlinatá, ve vysokém věku v cárech se uvolňující. Kůra je světle šedá.

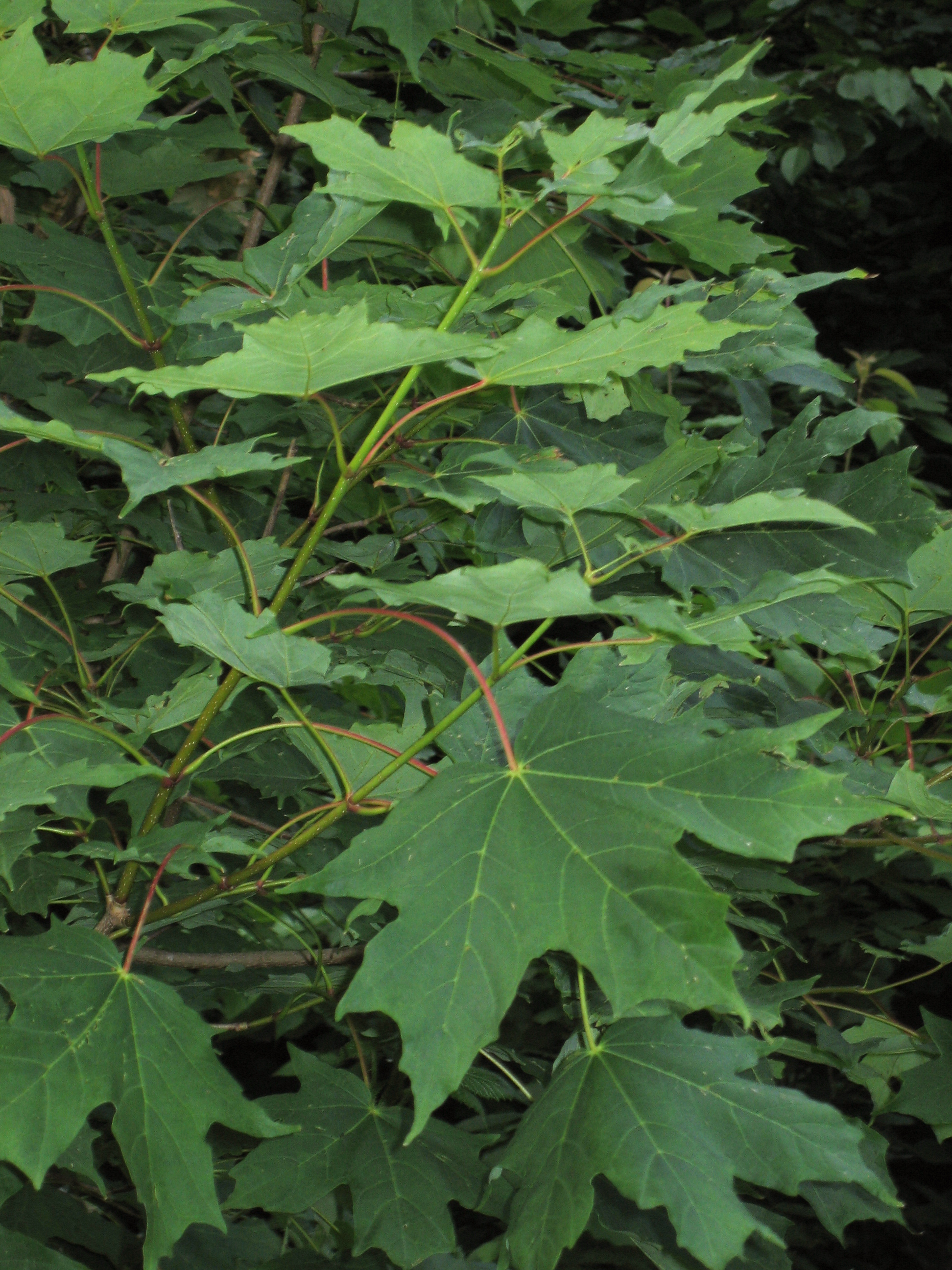
Javor cukrový

Listy jsou lysé, vstřícné, při uťaté a srdčité bázi pětižilné. Tenké a troj- až pětilaločné. Laloky jsou zašpičatělé, většinou s jednotlivými velkými zuby a rovnoběžnými stranami. Barva je na rubu matně zelená, na líci mdle zelená. Řapík je červený, poměrně dlouhý a neobsahuje mléčnou šťávu. Listy se na podzim barví živě červeně a oranžově.
Květy jsou žlutavé, v převislých okolících a velmi dlouze stopkaté. Kvete v dubnu až květnu a to současně nebo před vyrašením listů.
Plody jsou dvounažky tmavohnědé barvy. Křídla jsou téměř rovnoběžná, semena ploše oválná. Dozrávají na podzim.
Dřevo je červenavé s hedvábným leskem a s výrazným žilkováním.

## Areál rozšíření
Severovýchodní Amerika.

## Stanoviště
Nejlépe se mu daří na svěží, humózní a živné půdě a to hlavně v nížinách. Při dlouhodobém zamokření půdy hyne.

## Použití
V Česku bez většího hospodářského významu nejčastěji jako okrasný, parkový, případně jako alejový strom. V zemi svého původu se sladká míza z jeho kmene používá na výrobu javorového sirupu.